# La Marionnette (Buffy)
Pour les articles homonymes, voir La Marionnette.
La Marionnette (The Puppet Show) est le 9e épisode de la saison 1 de la série télévisée Buffy contre les vampires.

## Synopsis
Après la mort du principal Flutie, son remplaçant, le principal R. Snyder, décide de faire participer contre leur gré les membres du Scooby-gang au spectacle du lycée supervisé par Giles. Parmi les personnes passant l'audition se trouve Morgan et sa marionnette de ventriloque, Sid, qui amuse beaucoup les spectateurs, mais que Buffy trouve effrayante. Emily, une autre candidate, est retrouvée morte poignardée avec le cœur arraché, et le groupe enquête sur sa mort, après avoir conclut qu'elle semblait être due à un être humain. Tous les indices semblent indiquer que Morgan est l'assassin, et le groupe se met à le surveiller, ce qui n'échappe ni au ventriloque, ni à sa marionnette, avec qui il semble discuter comme s'il s'agissait d'une personne réelle. Une nuit, Buffy découvre que Sid est animé d'une vie propre quand la marionnette s'introduit dans sa chambre et tente de s'en prendre à elle. Giles émet finalement l'hypothèse qu'un démon est responsable du meurtre et cherche un cœur et un cerveau pour conserver une apparence humaine.   
Buffy trouve finalement le corps de Morgan, auquel il manque le cerveau, et est attaquée par Sid. Mais après une explication entre eux deux, Sid révèle qu'il est un chasseur de démons dont la malédiction est d'être emprisonné dans le corps d'une marionnette. Le groupe découvre ensuite que Morgan était atteint d'un cancer du cerveau, et que le démon ne pourra donc pas l'utiliser. Marc, le magicien du spectacle, est en fait le démon, et il tend un piège à Giles pour s'emparer de son cerveau, mais il est stoppé à temps par le groupe. Sa mission accomplie, Sid meurt. Finalement, Buffy, Willow et Alex jouent la pièce Œdipe roi pour le spectacle, avec un manque de talent notable. 

## Statut particulier
L'épisode marque la première apparition dans la série du Principal R. Snyder. Noel Murray, du site A.V. Club, estime que l'épisode « manque de profondeur » et est un peu éculé dans son thème mais qu'il demeure « raisonnablement divertissant », notamment grâce à son potentiel comique supérieur à la moyenne. Pour la BBC, le scénario joue habilement sur l’ambiguïté du personnage de Sid, et cet épisode « très inventif est l'un des meilleurs de la saison », avec en prime la « formidable addition au casting » que constitue Armin Shimerman, dont le personnage « apporte un cynisme trop souvent absent dans les séries américaines ». Mikelangelo Marinaro, du site Critically Touched, lui donne la note de D, évoquant un épisode « vide de toute substance et dont le seul intérêt au niveau des personnages est l'introduction du principal Snyder » mais qui vaut cependant d'être vu une ou deux fois pour « son nombre important de scènes divertissantes impliquant des interactions amusantes entre les personnages », la dernière scène étant « particulièrement hilarante ».

## Distribution

### Acteurs crédités au générique
- Sarah Michelle Gellar : Buffy Summers
- Nicholas Brendon : Alexander Harris
- Alyson Hannigan : Willow Rosenberg
- Charisma Carpenter : Cordelia Chase
- Anthony Stewart Head : Rupert Giles

### Acteurs crédités en début d'épisode
- Kristine Sutherland : Joyce Summers
- Richard Werner : Morgan Shay
- Burke Roberts : Marc
- Armin Shimerman : Principal R. Snyder